# Fabian Funck
Fabian Funck (auch Fabian Funcke; † nach 1551) war ein deutscher Gelehrter, Kurfürstlicher Rat in Brandenburg und Propst von Cölln.

## Leben
Fabian Funck stammte aus Haynau im Herzogtum Liegnitz. 1499 immatrikulierte er sich an der Universität Krakau, wo er 1502 Baccalaureus wurde. 1506 kam er mit seinem Bruder Matthias an die Universität Frankfurt, wo er im folgenden Jahr den Magistergrad erlangte. In den nachfolgenden Jahren hielt er Vorlesungen über Kanonisches Recht, aber auch Poetik in der Artistenfakultät, wo er auch als Examinator in Erscheinung trat. 1513 wurde er Dekan der Universität. 1514 verließ er die Universität.
Danach wirkte er als Lehrer des Kurprinzen Joachim, seit 1520 ist er als Rat im Kurfürstentum Brandenburg belegt. 1529 wurde er erstmals als Propst von Cölln erwähnt, 1535 letztmals bei der Reise mit anderen Räten nach Krakau an den polnischen Königshof wegen eines Heiratsvertrages für den jungen Kurfürsten.
1537 wurde Fabian Funck Domherr in Breslau und 1539 Domdechant in Brandenburg. Funck war ebenfalls Domherr in Lebus und seit 1443 in Havelberg. 1551 ging er nach Breslau, wo er wahrscheinlich bald darauf starb.
Von Fabian Funck sind einige lateinische Schriften über die Sieben Freien Künste und andere Wissensbereiche erhalten.